# 夏朝冠

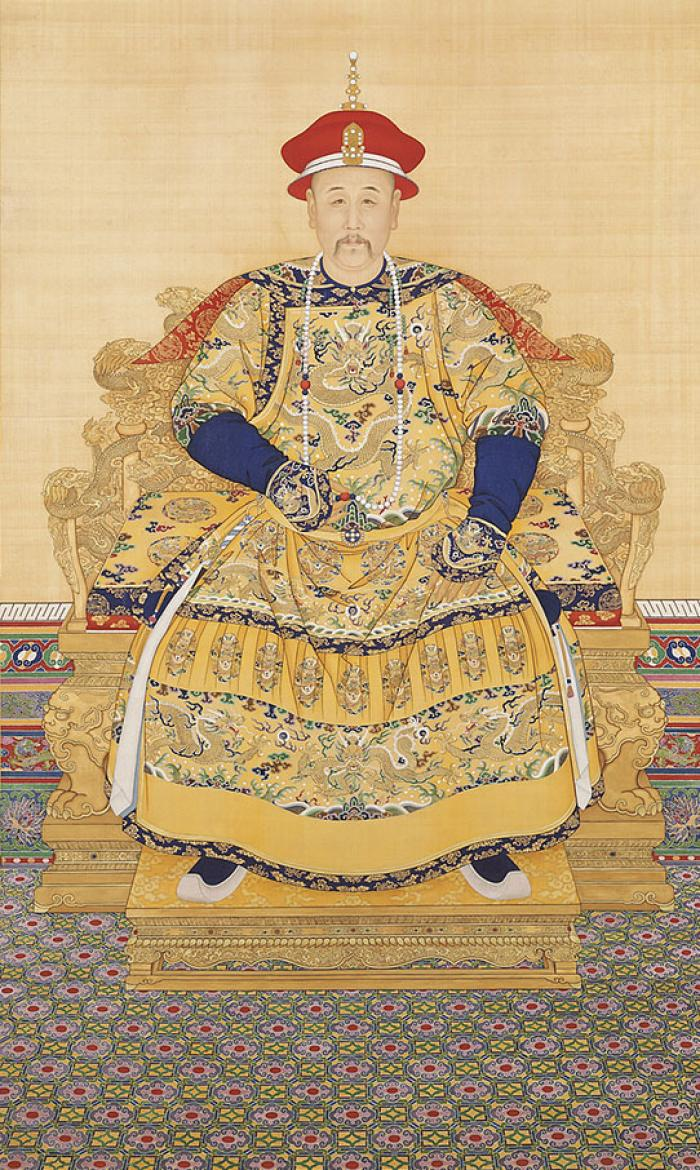
清世宗 雍正帝夏朝服

夏朝冠是清朝宗室、貴族、官員等，在重要典禮、大型祭祀等穿著朝服時所搭配的夏季冠帽，又稱之為涼冠。男性佩戴的夏朝冠是清朝官員服飾的一種。根據清朝乾隆年間成書的《皇朝禮器圖式》一書中所言，其使用時間約莫是在3月15日、25日到9月15日、25日，合計約6個月左右。。相对的是冬朝冠。

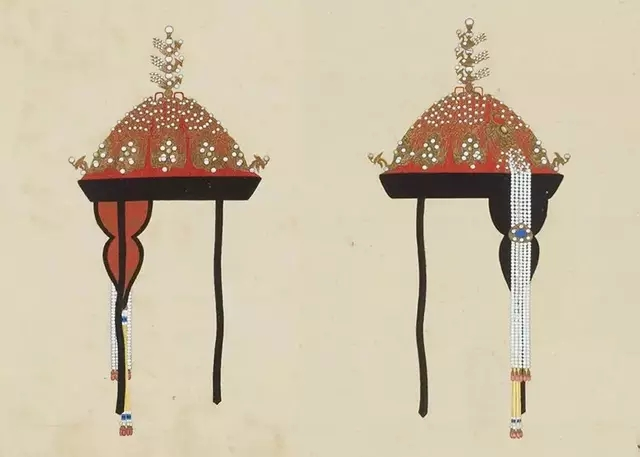
清代皇太后、皇后夏朝冠

以清代皇帝為例子，清代皇帝的夏朝冠，是以織玉草或藤絲竹絲為材質編織為基礎的，外面再用一層羅緣石、一層青斤金合計兩層包裹，裡面用紅片金或紅紗製作，帽沿是敞開的，上面也用朱緯（帽頂上呈傘狀的紅色纓穗）綴飾。而帽子正前方用金佛綴飾，上面鑲有東珠十五顆，正後方則用舍林綴飾，上面則鑲有東珠七顆。而其頂部則與冬朝冠是相同的，三層金龍形狀的基座，每層金龍基座之間會有一顆東珠將彼此間隔開，每層為四條金龍盤繞的雕飾，每條金龍上還會鑲上一顆東珠，而在基座的最上方還會銜上一顆大東珠，此即為清代皇帝的夏朝冠樣式了。
而清代皇后，皇太后的樣式則是，以青絨來作為帽檐的樣式，其餘則和冬朝冠一般，在此之上會有三層金鳳形狀的基座，每層金鳳基座之間會有一顆東珠將彼此間隔開，並且在此之上還會綴上朱緯，每層有一隻金鳳，每隻金鳳上各裝飾東珠三顆、珍珠十七顆。而後沿著帽子上會有金鳳七隻，每隻金鳳上各裝飾東珠七顆、貓睛石一顆、珍珠二十一顆。而在帽沿的正後方，會有金翟一隻，上面裝飾有貓睛石一顆、小珍珠十六顆。而金翟的尾巴會有五串垂珠，被青金石結分為兩段，每串上還有一顆大珍珠，共計三百零二顆珍珠，最末端則是以珊瑚點綴。而青金石結上還裝飾有東珠六顆、珍珠六顆，並且上方還以黃金裝飾。而冠後的護領則是垂下兩條明黄色的帶子，末端上裝飾有寶石，並以青緞為帶。而在基座的最上方還會銜上一顆大東珠，此即為清代皇太后和皇后的冬朝冠樣式了。
《清稗類鈔》中亦曾說道：「涼帽者，夏秋之禮冠也，立夏前數日戴之。無簷，形如覆釜。有二大別。一曰緯帽，初熱時用白色或湖色之羅胎者。極熱時用黃色紗胎之內有竹絲者，曰卍絲胎，上綴紅纓，絲所織也。」

## 男性夏朝冠
- 皇帝夏朝冠
- 皇太子夏朝冠
- 皇子、親王夏朝冠
- 世子夏朝冠
- 郡王夏朝冠
- 貝勒夏朝冠
- 貝子、固倫額駙夏朝冠
- 鎮國公、和碩額駙夏朝冠
- 輔國公夏朝冠
- 民公夏朝冠
- 侯爵夏朝冠
- 伯爵夏朝冠
- 鎮國將軍、郡主額駙、子爵、一品官夏朝冠
- 輔國將軍、縣主額駙、男爵、二品官夏朝冠
- 奉國將軍、郡君額駙、輕車都尉、三品官夏朝冠
- 奉恩將軍、縣君額駙、騎都尉、四品官夏朝冠
- 鄉君額駙、雲騎尉、五品官夏朝冠
- 六品官夏朝冠
- 恩騎尉、七品官夏朝冠
- 八品官夏朝冠
- 九品官夏朝冠
- 進士夏朝冠
- 舉人、貢生、監生夏公服冠
- 生員夏公服冠

- 青朝上至皇帝，下至百官都是以織玉草或藤絲竹絲編織而成的朝冠基礎，惟皇帝和皇太子的夏朝冠的上方是用朱緯來進行裝飾，而其餘則是用紅絨裝飾。

| 前方裝飾      | 後方裝飾      | 頂層基座          | 基座裝飾                              | 上銜寶石   | 翎羽         | 宗室男性貴族               | 宗室額駙 | 功勳貴族           | 一般官職                     |
| ------------- | ------------- | ----------------- | ------------------------------------- | ---------- | ------------ | -------------------------- | -------- | ------------------ | ---------------------------- |
| 金佛 東珠十五 | 舍林 東珠七   | 上綴朱緯 金龍三層 | 每層東珠一，每層金龍四 每隻金龍東珠一 | 大珍珠一   |              | 清朝皇帝                   |          |                    |                              |
| 金佛 東珠十三 | 舍林 東珠六   | 上綴朱緯 金龍三層 | 東珠十三                              | 大東珠一   |              | 皇太子                     |          |                    |                              |
| 舍林 東珠五   | 金花 東珠四   | 金龍二層          | 東珠十                                | 紅寶石     |              | 皇子、和碩親王             |          |                    |                              |
| 舍林 東珠五   | 金花 東珠四   | 金龍二層          | 東珠九                                | 紅寶石     |              | 親王世子                   |          |                    |                              |
| 舍林 東珠四   | 金花 東珠三   | 金龍二層          | 東珠八                                | 紅寶石     |              | 多羅郡王                   |          |                    |                              |
| 舍林 東珠三   | 金花 東珠二   | 金龍二層          | 東珠七                                | 紅寶石     |              | 多羅貝勒                   |          |                    |                              |
| 舍林 東珠二   | 金花 東珠一   | 金龍二層          | 東珠六                                | 紅寶石     | 戴三眼孔雀翎 | 固山貝子                   | 固倫額駙 |                    |                              |
| 舍林 東珠一   | 金花 綠松石一 | 金龍二層          | 東珠五                                | 紅寶石     | 戴雙眼孔雀翎 | 奉恩鎮國公、不入八分鎮國公 | 和碩額駙 |                    |                              |
| 舍林 東珠一   | 金花 綠松石一 | 金龍二層          | 東珠四                                | 紅寶石     | 戴雙眼孔雀翎 | 奉恩輔國公、不入八分輔國公 |          |                    |                              |
|               |               | 鏤花金座          | 東珠四                                | 紅寶石     |              |                            |          | 民公（非宗室公爵） |                              |
|               |               | 鏤花金座          | 東珠三                                | 紅寶石     |              |                            |          | 侯爵               |                              |
|               |               | 鏤花金座          | 東珠二                                | 紅寶石     |              |                            |          | 伯爵               |                              |
|               |               | 鏤花金座          | 東珠一                                | 紅寶石     |              | 鎮國將軍（分三等）         | 郡主額駙 | 子爵               | 一品文官、一品武官           |
|               |               | 鏤花金座          | 小紅寶石                              | 鏤花珊瑚   |              | 輔國將軍（分三等）         | 縣主額駙 | 男爵               | 二品文官、二品武官           |
|               |               | 鏤花金座          | 小紅寶石                              | 藍寶石     |              | 奉國將軍（分三等）         | 郡君額駙 |                    | 三品文官、三品武官           |
|               |               | 鏤花金座          | 小藍寶石                              | 青金石     |              | 奉恩將軍                   | 縣君額駙 |                    | 四品文官、四品武官           |
|               |               | 鏤花金座          | 小藍寶石                              | 水晶       |              |                            | 鄉君額駙 |                    | 五品文官、五品武官           |
|               |               | 鏤花金座          | 小藍寶石                              | 硨磲       |              |                            |          |                    | 六品文官、六品武官           |
|               |               | 鏤花金座          | 小水晶                                | 素金       |              |                            |          |                    | 七品文官、七品武官           |
|               |               | 鏤花金座          |                                       | 花金       |              |                            |          |                    | 八品文官、八品武官           |
|               |               | 鏤花金座          |                                       | 花銀       |              |                            |          |                    | 九品文官、九品武官、未入流官 |
|               |               | 鏤花金座          |                                       | 金三枝九葉 |              |                            |          |                    | 進士身分                     |
|               |               | 鏤花銀座          |                                       | 金雀       |              |                            |          |                    | 舉人、貢生、監生身分         |
|               |               | 鏤花銀座          |                                       | 銀雀       |              |                            |          |                    | 生員身分                     |